# Ґастон Леру
Ґастон Леру (фр. Gaston Louis Alfred Leroux; *6 травня 1868 — †15 квітня 1927) — французький письменник, класик пригодницького, детективного, фантастичного та містичного роману.

## Біографія
Народився у Парижі, син Домініка Альфреда Леру (фр. Dominique Alfred Leroux), багатого громадського підрядника і Марі Бідо (фр. Marie Bidault). Батьки на момент його народження не перебували у шлюбі, а повінчалися лише 13 червня того ж року в Руані. Як сам Ґастон любив пізніше згадувати, він народився у потязі — батьки їхали з Ле-Мана до Нормандії, де Альфред отримав роботу (перебудова місцевого замку в містечку Сен-Валері-ан-Ко). Коли вони проїжджали Париж, у матері почалися пологи і хлопчик народився на вулиці Фобур—Сен-Мартен, 66. Тому місцем народження Леру формально вважається Париж.
У 1880 році він пішов до школи в місті Е, куди вони переїхали після того, як Альфред Леру очолив роботи з реставрації місцевого замку. Тут близьким другом Ґастона став його однокласник Філіп Орлеанський — нащадок династії Бурбонів (у 1859 році у Лондоні Ґастон став єдиним журналістом, якому Філіп, пам'ятаючи про їх дружбу, погодився дати інтерв'ю під час свого вигнання). Тут же у школі почав писати свої перші вірші. Протягом навчання Леру писав історії в стилі Олександра Дюма та Віктора Гюго. Через батька Ґастон залишив свої плани стати письменником і поїхав до Парижу вивчати право.
29 липня 1886 року Леру закінчив бакалаврат у Каннах і у тому ж році записався на юридичний факультет Паризького університету (тоді ж почав писати перші короткі оповідання і вірші, деякі з них були надруковані). Отримав ступінь в 1889 році. Після смерті батька він успадкував майже мільйон франків, більшість з яких витратив на випивку та азартні ігри.
У 1890—1893 роках служив адвокатом. Протягом цих трьох років Леру остаточно впевнився, що він не створений для юриспруденції, і цілком віддався журналістиці.
Був одружений з Марі Лефранк. Після її смерті у 1917 році одружився із своєю коханкою Жанною Каят, з якою мав двох позашлюбних дітей.
У 1908 році осів у Ментоні, а у 1909 — переселився до Ніцци. Помер 15 квітня 1927 року від наслідків хірургічної операції.

### Леру-журналіст
У 1887 році надрукував своє перше оповідання «Маленький продавець смаженої картоплі» у газеті «Французька республіка», першу статтю в газеті «Лютеція» і перший сонет, присвячений Ламартину. Співпрацював з газетами «Еко де Парі» і «Матен» як судовий хронікер. Друкував звіти про відомі судові процеси, у тому числі над анархістами Емілем Анрі та Санті Джеромо Казеріо (1894), а також про Справу Дрейфуса (1898—1899).
У 1900 році Ґастон відвідував Швецію. Леру став першим з журналістів, хто взяв інтерв'ю у шведського мандрівника Норденшельда, який побував на Південному полюсі. З 1901-го року став одним з провідних репортерів Парижа, писав кореспонденції з Іспанії, Італії, Марокко.
Ґастон Леру є автором великої кількості статей різних жанрів: судові репортажі, театральні рецензії, статті політичного та історичного змісту. Він інтерв'ював злочинців, слідчих, директорів тюрем та поліцейських. Тиражі газет з судовими репортажами Леру розліталися миттєво, і не лише читачі оцінили його роботу. У 1902 році Леру став кавалером Ордену Почесного легіону за свою роботу у пресі.

### Літературна творчість
У 1903 році на сторінках газети «Матен» надруковано перший роман-фейлетон Леру «Шукач скарбів» (у 1904 р. він вийшов під назвою «Подвійне життя Теофраста Лонге»).
В цій публікації уважному читачеві пропонувалося виявити 6 захованих редакцією в різних куточках Парижа скарбів (вартістю близько 300 французьких франків кожен).
Леру набув величезної популярності завдяки циклу з восьми детективних романів, об'єднаних постаттю детектива-аматора, професійного репортера — Рультабія (від фр. «Roule ta bille!» — «Коти свою кульку!»). Вважають, що прототипом був сам автор. У липні 1914 року письменник заявив про намір створити четвертий роман про Рультабія «Найбільша таємниця на світі», але війна все зруйнувала. У 1917 році Леру написав роман «Капітан Хакс», що перегукується з книгою Жюля Верна «20 000 льє під водою». Слава Леру закріпилася завдяки мюзиклові «Привид опери», створеного на основі його роману. Серед інших творів письменника — дотримана стилю готичного роману дилогія «Кривава лялька» і «Машина для вбивства». Відомим також був цикл романів Леру про «шляхетного каторжника» Шері-Бібі.

### Літературні впливи
За свідченням самого письменника, на нього мала вплив творчість Діккенса і Конан Дойла. Крім того, у його творах містяться відсилання до Гомера, Софокла, Шекспіра, Вольтера, Руссо, Бальзака, Дюма, Гюго, По  та ін.

### Леру і кіно
Твори Леру почали екранізуватися з 1913 року. Він сам у 1919 році разом із актором Рене Наварром, виконавцем головної ролі у фільмі Луї Фейяда «Фантомас», і популярним на той час письменником Артуром Бернедом заснував у Ніцці «Товариство кінороманів», де був сценаристом і продюсером. Тут були поставлені фільми за чотирма його сценаріями, в деяких знімалася його донька. Фірма проіснувала до 1922 року і була поглинута кінокомпанією «Пате».
Деякі романи Леру були екранізовані по декілька разів. Дуже багато кіноверсій створено на основі «Таємниці жовтої кімнати» і «Привида опери»; серед режисерів-постановників — Марсель Л'Ерб'є, Луї Дакен, Брайан да Палма, Тоні Річардсон, Даріо Ардженто.
Леру встиг побачити екранізації свого роману. Загалом на сьогодні екранізовані 27 різних творів Леру.

### Визнання
Романи Леру, особливо «Таємниця жовтої кімнати», захоплювали сюрреалістів. Вважаючи за зразок письменницької майстерності зображення дії, до цього роману зверталися, крім інших, С. Ейзенштейн та Х. Л. Борхес.
Надруковано 63 роботи, з них 24 детективні романи. Деякі з них правомірно належать до класики детективного жанру, причому розроблені різні типи детективів. Герметичний, зі злочином у замкненій кімнаті, як у «Таємниці жовтої кімнати»; іронічний — «Зачароване крісло»; авантюрно-психологічний — «Парфуми дами в чорному». Але  «Привид Опери» — роман, що поєднує класичний детектив з елементами готичного роману.

## Твори
- Подвійне життя Теофраста Лонге (La Double Vie de Théophraste Longuet, 1904)
- «Таємниця жовтої кімнати»[en] (Le Mystère de la chambre jaune, 1907)
- Парфум дами в чорному[ru] (Le Parfum de la dame en noir, 1908)
- Людина, яка бачила диявола (L'Homme qui a vu le diable, 1908)
- Закляте крісло (Le Fauteuil hanté, 1909)
- Привид Опери (Le Fantôme de l'Opéra, 1910)
- Людина вночі (Un homme dans la nuit, 1910)
- Королева Саббату (La Reine du Sabbat, 1910)
- Balaoo (1912)
- Дружина сонця (L’Épouse du soleil, 1912)
- Рультабій у Царя (Rouletabille chez le Tsar, 1912)
- Перші пригоди Шері-Бібі (Premières Aventures De Chéri-bibi, 1913)
- Чорний замок (Rouletabille à la guerre: Le Château noir, 1914)
- Дивна доля Рультабія (Rouletabille à la guerre: Les Étranges noces de Rouletabille, 1914)
- Confitou (1916)
- La Colonne Infernale (1916)
- L'Homme qui revient de loin (1916)
- Рультабій у Круппа (Rouletabille chez Krupp, 1917)
- Капітан Хакс (Le Capitaine Hyx, 1917)
- La Bataille invisible (1917)
- Нові пригоди Шері-Бібі (Nouvelles aventures de Chéri-Bibi, 1919)
- Le Cœur cambriolé (1920)
- Tue-la-mort (1920)
- Le Sept de trèfle (1921)
- Le Crime de Rouletabille (1921)
- Рультабій у циган (Rouletabille chez les Bohémiens, 1922)
- Закривавлена лялька (La Poupée sanglante, 1923)
- Машина вбивств (La Machine à assassiner, 1923)
- Les Ténébreuses (1924)
- La Farouche aventure (1924)
- Le Fils de trois pères (Mardi-gras) (1925)
- L'Auberge épouvantable (1925)
- Державний переворот Шері-Бебі (Le Coup d'État de Chéri-Bibi, 1925)
- La Mansarde en or (1925)
- Les Mohicans de Babel (1926)
- Mister Flow (1927)
- Les Chasseurs de danses (1927)

## Переклади українською
- Гастон Леру. Таємниця жовтої кімнати / пер. з фр. Катерини Квітницької-Рижової. — К. : Всесвіт (№4-7), 1996.
- Ґастон Леру.  Привид опери / пер. з фр. Зої Борисюк, Петра Таращука. — К. : Знання, 2015. — 335 с. — ISBN 978-617-07-0311-8.